# Prefectura de Saga
La prefectura de Saga (佐賀県 Saga-ken?) está ubicada en la isla de Kyūshū en Japón.  La prefectura de Saga tiene una población de 809.248 habitantes (1 de agosto de 2020) y tiene un área geográfica de 2.440 km2. La prefectura de Saga limita al noreste con la prefectura de Fukuoka y al suroeste con la prefectura de Nagasaki.
Saga es la capital y la ciudad más grande de la prefectura de Saga, junto con otras ciudades importantes como Karatsu, Tosu e Imari.

## Historia
En la antigüedad, el área compuesta por la prefectura de Nagasaki y la prefectura de Saga se llamaba provincia de Hizen. El nombre actual data de la Restauración Meiji. La cultura del cultivo del arroz ha prosperado aquí desde la antigüedad, y se pueden ver vestigios en las ruinas de Nabatake en Karatsu y el sitio de Yoshinogari en Yoshinogari. 
Saga es históricamente conocida como cuna de guerreros samuráis, así como el alto sentido de la disciplina y la perpetuación y conservación de costumbres milenarias.

## Geografía
La prefectura Saga se encuentra en la esquina noroeste de la isla de Kyūshū, bordeada por el mar de Genkai y el estrecho de Tsushima al norte y el mar de Ariake al sur. La proximidad de Saga con Asia continental la ha convertido en una importante puerta de entrada para la transmisión de la cultura y el comercio a lo largo de la historia japonesa. 

### Clima
La prefectura de Saga tiene un clima templado con una temperatura media de unos 16 °C (61 °F).

### Ciudades
| - Imari - Kanzaki - Karatsu - Kashima - Ogi | - Saga (capital) - Takeo - Taku - Tosu - Ureshino |

### Pueblos

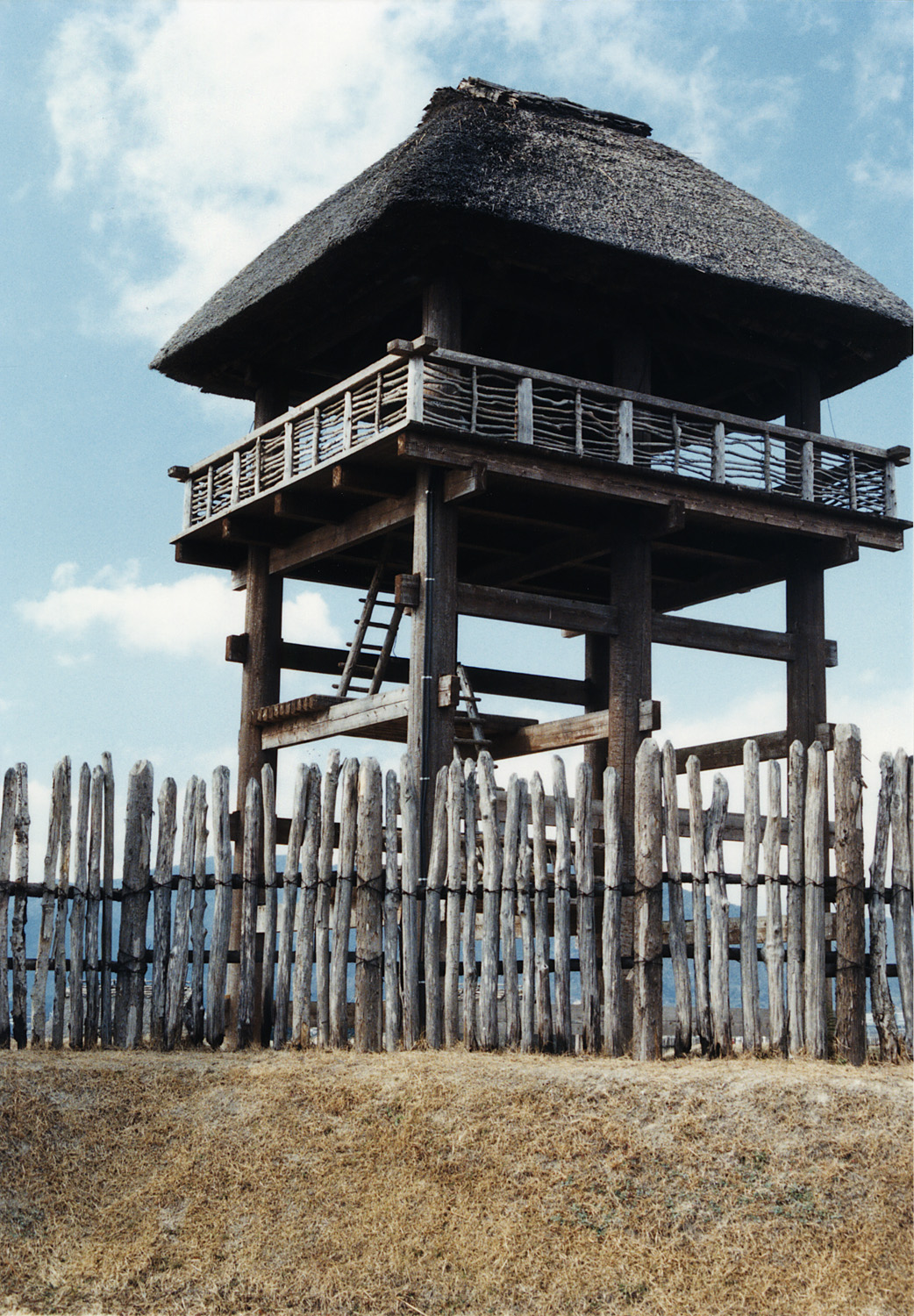
Yoshinogari yacimiento arqueológico

| - Distrito de Fujitsu Tara - Distrito de Higashimatsuura Genkai - Distrito de Kanzaki Yoshinogari - Distrito de Kishima Kohoku Ōmachi Shiroishi | - Distrito de Miyaki Kamimine Kiyama Miyaki - Distrito de Nishimatsuura Arita |

## Economía
La agricultura, la silvicultura y la pesca constituyen una gran parte de la economía de la prefectura.
Según cifras de 2002, las exportaciones comerciales regionales se centran principalmente en América del Norte (29,3 por ciento), Europa occidental (26,1 por ciento) y las economías de reciente industrialización de Corea del Sur, Taiwán, Hong Kong y Singapur (19,9 por ciento). Las importaciones proceden principalmente de América del Norte (40,6 por ciento), las naciones de la ASEAN (23,3 por ciento) y la República Popular China (12,2 por ciento).

## Cultura
Arita, Imari y Karatsu son famosos por la porcelana que se crea allí. Las mejores casas de porcelana del país se encuentran en estas áreas, incluidas Imaemon Porcelain, Genemon Porcelain y Fukagawa Porcelain.